# Lista odcinków serialu Siostra Jackie
Lista odcinków serialu Siostra Jackie – amerykańskiego serialu medycznego, którego twórcami są Evan Dunsky, Liz Brixius oraz Linda Wallem. Premiera odbyła się na kanale Showtime 8 czerwca 2009 roku. W Polsce serial nadawany był przez stacje Canal+, Universal Channel, NFilm HD, TVP 2 i TVP Seriale.
Główną bohaterką jest siostra Jackie Peyton (Edie Falco) - pielęgniarkę uzależnioną od leków przeciw bólowych, pracującą w nowojorskim szpitalu "Wszystkich Świętych" (ang. All Saints' Hospital). Po pewnym czasie postanawia, wyjść z nałogu...
Powstało 80 odcinków zawartych w 7 sezonach.

## Przegląd serii
| Seria | Seria | Odcinki | Pierwsza emisja  | Pierwsza emisja  | Pierwsza emisja     | Pierwsza emisja   | Wydania DVD (+Blu-Ray)  | Wydania DVD (+Blu-Ray) | Wydania DVD (+Blu-Ray) | Wydania Blu-Ray  |
| Seria | Seria | Odcinki | Premiera         | Finał            | Premiera            | Finał             | Region 1 Region A (B-R) | Region 2               | Region 4               | Region B         |
| ----- | ----- | ------- | ---------------- | ---------------- | ------------------- | ----------------- | ----------------------- | ---------------------- | ---------------------- | ---------------- |
|       | 1     | 12      | 8 czerwca 2009   | 24 sierpnia 2009 | 4 października 2009 | 20 grudnia 2009   | 23 lutego 2010          | 1 marca 2010           | 2 czerwca 2010         | 18 kwietnia 2011 |
|       | 2     | 12      | 22 marca 2010    | 7 czerwca 2010   | 7 października 2010 | 23 grudnia 2010   | 22 lutego 2011          | 18 kwietnia 2011       | 4 maja 2011            | 18 kwietnia 2011 |
|       | 3     | 12      | 28 marca 2011    | 20 czerwca 2011  | 19 grudnia 2011     | 5 marca 2012      | 21 lutego 2012          | 5 marca 2012           | 5 września 2012        | 5 marca 2012     |
|       | 4     | 10      | 8 kwietnia 2012  | 17 czerwca 2012  | 1 października 2012 | 3 grudnia 2012    | 12 lutego 2013          | 25 lutego 2013         | 4 lipca 2013           | niewydany        |
|       | 5     | 10      | 14 kwietnia 2013 | 16 czerwca 2013  | 7 listopada 2013    | 9 stycznia 2014   | niewydany               | 21 kwietnia 2014       | 20 marca 2014          | niewydany        |
|       | 6     | 12      | 13 kwietnia 2014 | 29 czerwca 2014  | 1 września 2014     | 17 listopada 2014 | niewydany               | niewydany              | niewydany              | niewydany        |
|       | 7     | 12      | 12 kwietnia 2015 | 28 czerwca 2015  | 1 września 2015     | 17 listopada 2015 | niewydany               | niewydany              | niewydany              | niewydany        |

## Lista odcinków

### Seria 1: 2009
| №  | #  | Tytuł                    | Polski tytuł               | Reżyseria     | Scenariusz                               | Premiera         | Premiera w Polsce    |
| -- | -- | ------------------------ | -------------------------- | ------------- | ---------------------------------------- | ---------------- | -------------------- |
| 1  | 1  | "Pilot"                  | "Pilot"                    | Allen Coulter | Liz Brixius & Linda Wallem & Evan Dunsky | 8 czerwca 2009   | 4 października 2009  |
| 2  | 2  | "Sweet 'n All"           | "Słodzik"                  | Craig Zisk    | Liz Brixius & Linda Wallem               | 15 czerwca 2009  | 11 października 2009 |
| 3  | 3  | "Chicken Soup"           | "Rosół"                    | Craig Zisk    | Mark Hudis                               | 22 czerwca 2009  | 18 października 2009 |
| 4  | 4  | "School Nurse"           | "Szkolna pielęgniarka"     | Steve Buscemi | Christine Zander                         | 29 czerwca 2009  | 25 października 2009 |
| 5  | 5  | "Daffodil"               | "Żonkil"                   | Steve Buscemi | Taii K. Austin                           | 6 lipca 2009     | 1 listopada 2009     |
| 6  | 6  | "Tiny Bubbles"           | "Malutkie Banieczki"       | Craig Zisk    | Rick Cleveland                           | 13 lipca 2009    | 8 listopada 2009     |
| 7  | 7  | "Steak Knife"            | "Nóż do steków"            | Steve Buscemi | Nancy Fichman & Jennifer Hoppe           | 20 lipca 2009    | 15 listopada 2009    |
| 8  | 8  | "Pupil"                  | "Źrenica"                  | Steve Buscemi | Liz Flahive                              | 27 lipca 2009    | 22 listopada 2009    |
| 9  | 9  | "Nosebleed"              | "Krwawienie z nosa"        | Paul Feig     | John Hilary Shepherd                     | 3 sierpnia 2009  | 29 listopada 2009    |
| 10 | 10 | "Ring Finger"            | "Obrączka"                 | Paul Feig     | Liz Brixius                              | 10 sierpnia 2009 | 6 grudnia 2009       |
| 11 | 11 | "Pill O-Matix"           | "Pigułka O-Matix"          | Scott Ellis   | Rick Cleveland                           | 17 sierpnia 2009 | 13 grudnia 2009      |
| 12 | 12 | "Health Care and Cinema" | "Dbałość o zdrowie i kino" | Scott Ellis   | Liz Brixius & Linda Wallem               | 24 sierpnia 2009 | 20 grudnia 2009      |

### Seria 2: 2010
| №  | #  | Tytuł                 | Polski tytuł      | Reżyseria      | Scenariusz                           | Premiera         | Premiera w Polsce    |
| -- | -- | --------------------- | ----------------- | -------------- | ------------------------------------ | ---------------- | -------------------- |
| 13 | 1  | "Comfort Food"        | "Pocieszacze"     | Paul Feig      | Liz Brixius & Linda Wallem           | 22 marca 2010    | 7 października 2010  |
| 14 | 2  | "Twitter"             | "Twitter"         | Paul Feig      | Mark Hudis                           | 29 marca 2010    | 14 października 2010 |
| 15 | 3  | "Candyland"           | "Przykrywka"      | Alan Taylor    | Rick Cleveland                       | 5 kwietnia 2010  | 21 października 2010 |
| 16 | 4  | "Apple Bong"          | "Fajka spokoju"   | Alan Taylor    | Christine Zander                     | 12 kwietnia 2010 | 28 października 2010 |
| 17 | 5  | "Caregiver"           | "Komplikacje"     | Adam Bernstein | Liz Brixius                          | 19 kwietnia 2010 | 4 listopada 2010     |
| 18 | 6  | "Bleeding"            | "Krwotok"         | Adam Bernstein | Nancy Fichman & Jennifer Hoppe-House | 26 kwietnia 2010 | 11 listopada 2010    |
| 19 | 7  | "Silly String"        | "Zniewaga"        | Paul Feig      | Liz Flahive                          | 3 maja 2010      | 18 listopada 2010    |
| 20 | 8  | "Monkey Bits"         | "Randka"          | Paul Feig      | Liz Flahive                          | 10 maja 2010     | 25 listopada 2010    |
| 21 | 9  | "P.O. Box"            | ""                | Paul Feig      | Mark Hudis                           | 17 maja 2010     | 2 grudnia 2010       |
| 22 | 10 | "Sleeping Dogs"       | ""                | Paul Feig      | Liz Brixius                          | 24 maja 2010     | 9 grudnia 2010       |
| 23 | 11 | "What the Day Brings" | ""                | Paul Feig      | Rick Cleveland                       | 31 maja 2010     | 16 grudnia 2010      |
| 24 | 12 | "Years of Service"    | "W dowód uznania" | Paul Feig      | Liz Brixius & Linda Wallem           | 7 czerwca 2010   | 23 grudnia 2010      |

### Seria 3: 2011
| №  | #  | Tytuł                          | Polski tytuł             | Reżyseria                | Scenariusz                  | Premiera         | Premiera w Polsce |
| -- | -- | ------------------------------ | ------------------------ | ------------------------ | --------------------------- | ---------------- | ----------------- |
| 25 | 1  | "Game On"                      | "Gra w toku"             | Steve Buscemi            | Liz Brixius & Linda Wallem  | 28 marca 2011    | 19 grudnia 2011   |
| 26 | 2  | "Enough Rope"                  | "Długi sznur"            | Steve Buscemi            | Liz Brixius                 | 4 kwietnia 2011  | 26 grudnia 2011   |
| 27 | 3  | "Play Me"                      | "Włącz mnie"             | Michael Lehmann          | Linda Wallem                | 11 kwietnia 2011 | 2 stycznia 2012   |
| 28 | 4  | "Mitten"                       | "Mitenki"                | Michael Lehmann          | Liz Flahive                 | 18 kwietnia 2011 | 9 stycznia 2012   |
| 29 | 5  | "Rat Falls"                    | "Pułapka na szczury"     | Tristram Shapeero        | Alison McDonald             | 25 kwietnia 2011 | 16 stycznia 2012  |
| 30 | 6  | "When the Saints Go"           | "Kiedy maszerują święci" | Tristram Shapeero        | Liz Brixius                 | 2 maja 2011      | 23 stycznia 2012  |
| 31 | 7  | "Orchids and Salami"           | "Orchidee i salami"      | Bob Balaban              | Ellen Fairey                | 9 maja 2011      | 30 stycznia 2012  |
| 32 | 8  | "The Astonishing"              | "Zaskoczenie"            | Bob Balaban              | Rajiv Joseph                | 16 maja 2011     | 6 lutego 2012     |
| 33 | 9  | "Have You Met Ms. Jones?"      | "Poznajcie pannę Jones"  | Daisy von Scherler Mayer | Liz Brixius & Wyndham Lewis | 23 maja 2011     | 13 lutego 2012    |
| 34 | 10 | "Fuck the Lemurs"              | "Chrzanić lemury"        | Daisy von Scherler Mayer | Liz Brixius                 | 6 czerwca 2011   | 20 lutego 2012    |
| 35 | 11 | "Batting Practice"             | "Trening odbijania"      | Linda Wallem             | Liz Flahive                 | 13 czerwca 2011  | 27 lutego 2012    |
| 36 | 12 | "...Deaf Blind Tumor Pee-Test" | "Test na wszystko"       | Linda Wallem             | Liz Brixius                 | 20 czerwca 2011  | 5 marca 2012      |

### Seria 4: 2012
| №  | #  | Tytuł                       | Polski tytuł            | Reżyseria       | Scenariusz                | Premiera         | Premiera w Polsce    |
| -- | -- | --------------------------- | ----------------------- | --------------- | ------------------------- | ---------------- | -------------------- |
| 37 | 1  | "Kettle-Kettle-Black-Black" | "Przyganiał kocioł..."  | Linda Wallem    | Liz Brixius               | 8 kwietnia 2012  | 1 października 2012  |
| 38 | 2  | "Disneyland Sucks"          | "Disneyland to chała"   | Linda Wallem    | Liz Brixius               | 15 kwietnia 2012 | 8 października 2012  |
| 39 | 3  | "The Wall"                  | "Ściana"                | Seith Mann      | Liz Flahive               | 22 kwietnia 2012 | 15 października 2012 |
| 40 | 4  | "Slow Growing Monsters"     | "Małe potwory"          | Seith Mann      | Ellen Fairey              | 29 kwietnia 2012 | 22 października 2012 |
| 41 | 5  | "One-Armed Jacks"           | "Jednoręki bandyta"     | Bob Balaban     | Rajiv Joseph              | 6 maja 2012      | 29 października 2012 |
| 42 | 6  | "No-Kimono-Zone"            | "Strefa bezkimonowa"    | Bob Balaban     | Liz Brixius               | 13 maja 2012     | 5 listopada 2012     |
| 43 | 7  | "Day of the Iguana"         | "Dzień Iguany"          | Miguel Arteta   | Wyndham Lewis             | 20 maja 2012     | 12 listopada 2012    |
| 44 | 8  | "Chaud & Fraid"             | "Zimno/ciepło"          | Miguel Arteta   | Liz Flahive               | 27 maja 2012     | 19 listopada 2012    |
| 45 | 9  | "Are Those Feathers?"       | "Czy to pióra?"         | Randall Einhorn | Liz Brixius & Liz Flahive | 10 czerwca 2012  | 26 listopada 2012    |
| 46 | 10 | "Handle Your Scandal"       | "Tuszuj własny skandal" | Randall Einhorn | Liz Brixius               | 17 czerwca 2012  | 3 grudnia 2012       |

### Seria 5: 2013
31 maja 2012 roku Siostra Jackie została przedłużona przez stację Showtime o piąty sezon serialu. Współtwórcy Liz Brixius i Linda Wallem zrezygnowały z funkcji producentów wykonawczych. Ich miejsce zajął Clyde Phillips. W Polsce sezon premierowo wyemitowała stacja Canal+ Polska, a od 23 kwietnia 2014 roku emisja odbywa się na Universal Channel.
| №  | #  | Tytuł                    | Polski tytuł              | Reżyseria             | Scenariusz                              | Premiera         | Premiera w Polsce |
| -- | -- | ------------------------ | ------------------------- | --------------------- | --------------------------------------- | ---------------- | ----------------- |
| 47 | 1  | "Happy Fucking Birthday" | "Wszystkiego najgorszego" | Randall Einhorn       | Clyde Phillips                          | 14 kwietnia 2013 | 7 listopada 2013  |
| 48 | 2  | "Luck of the Drawing"    | "Przypadkowe szczęście"   | John Cameron Mitchell | Tom Straw                               | 21 kwietnia 2013 | 14 listopada 2013 |
| 49 | 3  | "Smile"                  | "Uśmiech"                 | Randall Einhorn       | Liz Flahive                             | 28 kwietnia 2013 | 21 listopada 2013 |
| 50 | 4  | "Lost Girls"             | "Zagubione"               | Romeo Tirone          | Michael Davidoff & Bill Rosenthal       | 5 maja 2013      | 28 listopada 2013 |
| 51 | 5  | "Good Thing"             | "Pozytywy"                | Randall Einhorn       | Cindy Caponera                          | 12 maja 2013     | 5 grudnia 2013    |
| 52 | 6  | "Walk of Shame"          | "Wyrzuty sumienia"        | Seith Mann            | Abe Sylvia                              | 19 maja 2013     | 12 grudnia 2013   |
| 53 | 7  | "Teachable Moments"      | "Nauczka"                 | Jesse Peretz          | Daniele Nathanson                       | 26 maja 2013     | 19 grudnia 2013   |
| 54 | 8  | "Forget It"              | "Nieważne"                | Randall Einhorn       | Gina Gold i Aurorea Khoo                | 2 czerwca 2013   | 26 grudnia 2013   |
| 55 | 9  | "Heart"                  | "Serce"                   | Jesse Peretz          | Liz Flahive                             | 9 czerwca 2013   | 2 stycznia 2014   |
| 56 | 10 | "Soul"                   | "Dusza"                   | Randall Einhorn       | Abe Sylvia & Clyde Phillips & Tom Straw | 16 czerwca 2013  | 9 stycznia 2014   |

### Seria 6: 2014
6 czerwca 2013 stacja Showtime zapowiedziała kolejny, szósty sezon serialu. W Polsce sezon 6 premierowo jest dostępny od 1 września 2014 roku w usłudze nSeriale
| №  | #  | Tytuł                     | Polski tytuł             | Reżyseria                 | Scenariusz                              | Premiera         | Premiera w Polsce    |
| -- | -- | ------------------------- | ------------------------ | ------------------------- | --------------------------------------- | ---------------- | -------------------- |
| 57 | 1  | "Sink or Swim"            | "Wóz albo przewóz"       | Jesse Peretz              | Clyde Phillips                          | 13 kwietnia 2014 | 1 września 2014      |
| 58 | 2  | "Pillgrimage"             | "Pielgrzymka"            | Brendan Walsh             | Tom Straw                               | 20 kwietnia 2014 | 8 września 2014      |
| 59 | 3  | "Super Greens"            | "Supermoce"              | Jesse Peretz & Abe Sylvia | Liz Flahive                             | 27 kwietnia 2014 | 15 września 2014     |
| 60 | 4  | "Jungle Love"             | "Miłosna dżungla"        | Adam Arkin                | Abe Sylvia                              | 4 maja 2014      | 22 września 2014     |
| 61 | 5  | "Rag and Bone"            | "Niewygodne tajemnice"   | Jesse Peretz              | Ellen Fairey                            | 11 maja 2014     | 29 września 2014     |
| 62 | 6  | "Nancy Wood"              | "Nancy Wood"             | Keith Gordon              | Carly Mensch                            | 18 maja 2014     | 6 października 2014  |
| 63 | 7  | "Rat on a Cheeto"         | "Jak mysz do sera"       | Jesse Peretz              | Heidi Schreck                           | 25 maja 2014     | 13 października 2014 |
| 64 | 8  | "The Lady with the Lamp"  | "Dama z lampą"           | Seith Mann                | Abe Sylvia                              | 1 czerwca 2014   | 20 października 2014 |
| 65 | 9  | "Candyman"                | "Pan od słodyczy"        | Jesse Peretz              | Liz Flahive & Ellen Fairey              | 8 czerwca 2014   | 27 października 2014 |
| 66 | 10 | "Sidecars and Spermicide" | "Koktajl plemnikobójczy" | Seith Mann                | Carly Mensch & Heidi Schreck            | 15 czerwca 2014  | 3 listopada 2014     |
| 67 | 11 | "Sisterhood"              | "Siostry"                | Brendan Walsh             | Liz Flahive                             | 22 czerwca 2014  | 10 listopada 2014    |
| 68 | 12 | "Flight"                  | "Lot"                    | Jesse Peretz              | Abe Sylvia & Clyde Phillips & Tom Straw | 29 czerwca 2014  | 17 listopada 2014    |

### Seria 7: 2015
Od 12 kwietnia 2015 roku emitowana jest finałowa seria serialu. W Polsce sezon 7 premierowo jest dostępny od 1 września 2015 roku w usłudze SERIALE+, a od 13 października 2015 w CANAL+ SERIALE.
| №  | #  | Tytuł                         | Polski tytuł                    | Reżyseria           | Scenariusz                               | Premiera         | Premiera w Polsce    |
| -- | -- | ----------------------------- | ------------------------------- | ------------------- | ---------------------------------------- | ---------------- | -------------------- |
| 69 | 1  | "Clean"                       | "Odwyk"                         | Brendan Walsh       | Clyde Phillips & Tony Saltzman           | 12 kwietnia 2015 | 1 września 2015      |
| 70 | 2  | "Deal"                        | "Ugoda"                         | Julie Anne Robinson | Tom Straw                                | 19 kwietnia 2015 | 8 września 2015      |
| 71 | 3  | "Godfathering"                | "Trudny powrót"                 | Brendan Walsh       | Liz Flahive                              | 26 kwietnia 2015 | 15 września 2015     |
| 72 | 4  | "Nice Ladies"                 | "Miłe panie"                    | Keith Gordon        | Abe Sylvia                               | 3 maja 2015      | 22 września 2015     |
| 73 | 5  | "Coop Out"                    | "Żegnaj, Coop"                  | Brendan Walsh       | Ellen Fairey                             | 10 maja 2015     | 29 września 2015     |
| 74 | 6  | "High Noon"                   | "W samo południe"               | Adam Bernstein      | Carly Mensch                             | 17 maja 2015     | 6 października 2015  |
| 75 | 7  | "Are You With Me, Doctor Wu?" | "Jest pan ze mną, doktorze Wu?" | Brendan Walsh       | Tom Straw                                | 24 maja 2015     | 13 października 2015 |
| 76 | 8  | "Managed Care"                | "Opieka kontrolowana"           | Jesse Peretz        | Abe Sylvia                               | 31 maja 2015     | 20 października 2015 |
| 77 | 9  | "Serviam in Caritate"         | "Na ratunek"                    | Brendan Walsh       | Heidi Schreck                            | 7 czerwca 2015   | 27 października 2015 |
| 78 | 10 | "Jackie and the Wolf"         | "Jackie i wilk"                 | Jesse Peretz        | Ellen Fairey & Carly Mensch              | 14 czerwca 2015  | 3 listopada 2015     |
| 79 | 11 | "Vigilante Jones"             | "Vigilante Jones"               | Brendan Walsh       | Liz Flahive                              | 21 czerwca 2015  | 10 listopada 2015    |
| 80 | 12 | "I Say A Little Prayer"       | "Moja krótka modlitwa"          | Abe Sylvia          | Liz Flahive & Clyde Phillips & Tom Straw | 28 czerwca 2015  | 17 listopada 2015    |

## Emisja w Polsce
Tabela poniżej przedstawia informacje o emisji danej serii serialu, gdyż w Polsce był emitowany na pięciu różnych kanałach telewizyjnych. 
| Seria | Seria | Stacja telewizyjna                                                       | Stacja telewizyjna                                                       | Stacja telewizyjna | Stacja telewizyjna | Stacja telewizyjna | Stacja telewizyjna | Stacja telewizyjna | Stacja telewizyjna | Stacja telewizyjna                                 | Stacja telewizyjna                                 |
| Seria | Seria | nFilm HD (seria 1-3) nPremium HD (seria 3-4) Usługa nSeriale (seria 6-7) | nFilm HD (seria 1-3) nPremium HD (seria 3-4) Usługa nSeriale (seria 6-7) | Universal Channel  | Universal Channel  | TVP2               | TVP2               | TVP Seriale        | TVP Seriale        | Canal+ Polska (seria 5-6) Canal+ Seriale (seria 7) | Canal+ Polska (seria 5-6) Canal+ Seriale (seria 7) |
| Seria | Seria | Premiera                                                                 | Finał                                                                    | Premiera           | Finał              | Premiera           | Finał              | Premiera           | Finał              | Premiera                                           | Finał                                              |
| ----- | ----- | ------------------------------------------------------------------------ | ------------------------------------------------------------------------ | ------------------ | ------------------ | ------------------ | ------------------ | ------------------ | ------------------ | -------------------------------------------------- | -------------------------------------------------- |
|       | 1     | 4 października 2009                                                      | 20 grudnia 2009                                                          | 12 maja 2010       | 17 czerwca 2010    | 13 stycznia 2011   | 31 marca 2011      | 12 grudnia 2010    | 6 marca 2011       | nieemitowany                                       | nieemitowany                                       |
|       | 2     | 7 października 2010                                                      | 23 grudnia 2010                                                          | 5 września 2011    | 21 listopada 2011  | 7 kwietnia 2011    | 23 czerwca 2011    | brak danych        | brak danych        | nieemitowany                                       | nieemitowany                                       |
|       | 3     | 19 grudnia 2011                                                          | 5 marca 2012                                                             | 15 kwietnia 2012   | 1 lipca 2012       | nieemitowany       | nieemitowany       | nieemitowany       | nieemitowany       | nieemitowany                                       | nieemitowany                                       |
|       | 4     | 1 października 2012                                                      | 3 grudnia 2012                                                           | 19 marca 2014      | 16 kwietnia 2014   | nieemitowany       | nieemitowany       | nieemitowany       | nieemitowany       | nieemitowany                                       | nieemitowany                                       |
|       | 5     | brak danych                                                              | brak danych                                                              | 23 kwietnia 2014   | 21 maja 2014       | nieemitowany       | nieemitowany       | nieemitowany       | nieemitowany       | 7 listopada 2013                                   | 2 stycznia 2014                                    |
|       | 6     | 1 września 2014                                                          | 17 listopada 2014                                                        | 23 maja 2015       | 9 lipca 2015       | nieemitowany       | nieemitowany       | nieemitowany       | nieemitowany       | 11 listopada 2014                                  | 20 grudnia 2014                                    |
|       | 7     | 1 września 2015                                                          | 17 listopada 2015                                                        | 8 sierpnia 2016    | 12 września 2016   | nieemitowany       | nieemitowany       | nieemitowany       | nieemitowany       | 14 października 2015                               | 30 grudnia 2015                                    |